# Liste der Kulturdenkmale in Bauda (Großenhain)
In der Liste der Kulturdenkmale in Bauda sind die Kulturdenkmale des Großenhainer Ortsteils Bauda verzeichnet, die bis Dezember 2020 vom Landesamt für Denkmalpflege Sachsen erfasst wurden (ohne archäologische Kulturdenkmale). Die Anmerkungen sind zu beachten.
Diese Aufzählung ist eine Teilmenge der Liste der Kulturdenkmale in Großenhain.

## Bauda
| Bild                                    | Bezeichnung | Lage                                    | Datierung                                                                                       | Beschreibung | ID       |
| --------------------------------------- | --- | --------------------------------------- | ----------------------------------------------------------------------------------------------- | --- | -------- |
| Direkt Bild zu diesem Denkmal hochladen | Wohnstallhaus eines Gehöfts, Toranlage und Handschwengelpumpe im Hof                                            | Am Kirchberg 1 (Karte)                  | Bezeichnet mit 1861                                                                             | Relikt der ländlichen Bauweise in weitgehend originalem Erhaltungszustand, baugeschichtlich von Bedeutung. Zweigeschossiger Bruchsteinbau, verputzt, mit Sandsteinfenstergewänden, Sandsteintürgewände, über der Tür bezeichnet mit 1861, historische Fenster, Satteldach mit doppelter Biberschwanzdeckung, drei Torpfeiler mit profilierten Abdeckplatten und Kugelbekrönung, hölzerne Handschwengelpumpe im Hof. Die Toranlage soll mit 1962 bezeichnet sein. | 08958869 |
| Direkt Bild zu diesem Denkmal hochladen | Wohnstallhaus (Ring 48), Scheune (Baudaer Hauptstraße 8), Toranlage und Grundstücksmauer eines Dreiseithofes    | Baudaer Hauptstraße 8 (Ring 48) (Karte) | 1. Hälfte 19. Jahrhundert (Wohnstallhaus); bezeichnet mit 1889 (Scheune)                        | Fachwerk-Wohnstallhaus, weitgehend original erhaltenes, zeit- und landschaftstypisches Hofensemble, baugeschichtlich und wirtschaftsgeschichtlich von Bedeutung. - Wohnstallhaus: Erdgeschoss massiv, Obergeschoss Fachwerk, Dachüberstand, Satteldach, an Rückseite mit Frackdach, Anbau mit Sandsteinfenstergewänden - Scheune: eingeschossiger Putzbau mit großer Segmentbogeneinfahrt, einfache Putzgliederung, Satteldach - Einfriedung: Leutepforte sowie ein Torpfeiler mit profilierter Abdeckplatte, verputzt, verputzte Grundstücksmauer | 08958846 |
| Direkt Bild zu diesem Denkmal hochladen | Baudaer Mühle, Mühle Otto Thürigen: Mühlengebäude (mit weitestgehend vollständig erhaltener Technik)            | Baudaer Mühle 1, 2 (Karte)              | Bezeichnet mit 1859 (Mühle); 1916 (Wasserturbine); 1925 (Großteil der restlichen Mühlentechnik) | Antrieb zum überwiegenden Teil durch Wasserkraft, technik- und ortsgeschichtliche Bedeutung, zudem wegen authentischer, nur geringfügig ergänzter Ausstattung mit Seltenheitswert. Viergeschossiger Putzbau mit originalem Türblatt, profiliertes Kranzgesims, flaches Dach mit Speicheraufbau, ehemals Getreidemühle, jetzt Herstellung von Futtermehl, im Inneren Wasserturbine aus dem Jahr 1916, übrige Technik zumeist von 1925, einiges auch von 1968. Ursprungsbau von 1859 zweigeschossig mit Satteldach, 1909 unter Otto Thürigen um zwei Geschosse aufgestockt. Übliche Aufteilung einer Getreide- oder Mahlmühle mit mehreren Böden: im Erdgeschoss Haupttransmission und Wasserturbine, Mahlboden oder Walzenstuhlboden mit Doppelwalzenstühlen der Gebr. Bühler Dresden, Mischmaschine und Schlagmühlen (Zerkleinerungsmaschinen, DDR-Zeit), Rohrboden, Plansichterboden mit ursprünglich zwei Plansichtern (nicht mehr vorhanden), Entstaubungsanlage der Gebr. Bühler Dresden und Vorreinigung (1968). Im ganzen Bau Waagerechtförderer (hellblau angestrichene, metallene Transportvorrichtungen, zum Teil als Rohrsystem, 1968) und Senkrechtförderer, wie Elevatoren (Becherwerk) usw. aus Holz. | 08958866 |
| Direkt Bild zu diesem Denkmal hochladen | Wohnstallhaus eines Dreiseithofes                                                                               | Gasse 17 (Karte)                        | 19. Jahrhundert                                                                                 | Fachwerk-Wohnstallhaus, Teil der alten Ortsstruktur, baugeschichtlich von Bedeutung, bildet Dreiseithof mit Nummer 19. Erdgeschoss massiv, Obergeschoss Fachwerk, Giebel massiv, Dachüberstand, Krüppelwalmdach, rückwärtig Satteldach. | 08958847 |
| Direkt Bild zu diesem Denkmal hochladen | Kumthalle eines Seitengebäudes (Wohnstallhaus) eines Dreiseithofes                                              | Lindenstraße 6 (Karte)                  | Mitte 19. Jahrhundert                                                                           | Weitgehend original erhaltener Bauteil eines Bauernhauses, wirtschaftsgeschichtlich von Bedeutung. Dreijochige, gut erhaltene Kumthalle mit Sandsteinsäulen und Sandsteinbögen. Ursprünglich erfasst unter Lindenstraße 4. | 08958848 |
| Direkt Bild zu diesem Denkmal hochladen | Wohnstallhaus (Nr. 12), Seitengebäude (Nr. 12a) und Toranlage eines Dreiseithofes                               | Lindenstraße 12, 12a (Karte)            | Um 1850 (Wohnstallhaus); bezeichnet mit 1850 (Seitengebäude)                                    | Weitgehend authentisch erhaltenes, zeit- und landschaftstypisches Hofensemble, Wohnstallhaus mit Zwillingsfenster im Giebel, baugeschichtlich von Bedeutung. - Wohnstallhaus: zweigeschossiger Bruchsteinbau, verputzt, mit 3:6 Achsen, im Obergeschoss Sandsteinfenstergewände, profiliertes Gurt- und Kranzgesims, im Giebel Steinfenstergewände mit Dreiecksgiebelbedachung, im Giebeldreieck Zwillings-Rundbogenfenster mit originalen Fenstern, Satteldach, im Stalltrakt Kappengewölbe auf Säulen, im Eingangsbereich farbiger Fliesenfußboden - Seitengebäude: zweigeschossiger Putzbau mit 2:6 Achsen, Sandsteinfenstergewände in beiden Geschossen, Satteldach, kleines Gewölbe - Kumthalle (um 2005 weitgehend abgebrochen): eingeschossiger Bruchsteinbau mit dreijochiger Kumthalle auf zwei Sandsteinpfeilern und anschließender Segmentbogenöffnung (von Kumthalle durch verputzten Pfeiler getrennt) | 08958867 |
| Direkt Bild zu diesem Denkmal hochladen | Toranlage eines Dreiseithofes                                                                                   | Lindenstraße 14, 14a (Karte)            | Mitte 19. Jahrhundert                                                                           | Relikt der ländlichen Bauweise, baugeschichtlich von Bedeutung. Rundbogenpforte verputzt, mit mehreren profilierten Abdeckplatten aus Sandstein sowie Bekrönung durch Kugel, ein verputzter Pfeiler mit mehrfach profilierter Abdeckplatte Bekrönung durch Kugel. | 08958850 |
| Direkt Bild zu diesem Denkmal hochladen | Wegestein | Pechweg (Flurstück 659) (Karte)         | Bezeichnet mit 1836                                                                             | Verkehrshistorische Bedeutung. Ca. 2 m hoher Sandsteinkubus, im oberen Bereich dreieckförmige Aussparung, Inschrift „Koselitz, Bauda, Colmnitz, Görzig / 1836“. | 08958856 |
| Weitere Bilder                          | Kirche (mit Ausstattung), Kirchhof mit Einfriedung und Kriegerdenkmal für die Gefallenen des Ersten Weltkrieges | Ring 2 (Karte)                          | 1856–1857 (Kirche); 1857/1858 (Orgel); nach 1918 (Kriegerdenkmal)                               | Stattliche historistische Saalkirche mit Westturm, baugeschichtliche und ortshistorische Bedeutung. - Evangelische Pfarrkirche Dehio Sachsen I, S. 21: Die auf einem Hügel gelegene, stattliche historistische Saalkirche mit Satteldach und Westturm 1856/57 erbaut. Das Äußere schmucklos mit Rundbogenfenstern. Der Turm mit achtseitigem Glockengeschoss, Haube und Laterne. Das Innere von überraschender Wirkung. Der Saal ist von einer halbrunden farbig gefassten Holztonne überwölbt. Die umlaufende Empore von schlanken Säulchen getragen, an den Kapitellen Engelsköpfe. Der Chor vom Saal durch eine aufwendig gestaltete Schauwand abgetrennt. Diese zweigeschossig gegliedert, der untere Teil durch Pilaster dreigeteilt, seitlich zwei Türen, die zur Sakristei führen, darüber ovale liegende Fenster. In der Mitte die Kanzel über der Attika, in den seitlichen Feldern Fenster. Als Abschluss der Pilaster vier Stuckfiguren. Im Obergeschoss gotisierende, große Maßwerkrosette in illusionistischer Malerei vor quadratischem Fond. - Ausstattung: Taufstein, grün glasierte Terrakotta, Engelsköpfchen entsprechend denen der Kapitelle. Romantische Schleifladen-Orgel von Karl Eduard Jehmlich (1857/58). - Kriegerdenkmal: dreistufiger Granitsockel, darüber ca. 2 m hoher, grob behauener Granitkubus mit Kreuz, Inschrift „Unsern Helden 1914–1918“ und die Namen der Toten | 08958843 |
| Direkt Bild zu diesem Denkmal hochladen | Pfarrhaus und Seitengebäude (an Friedhofsmauer) eines Pfarrhofes                                                | Ring 4 (Karte)                          | Bezeichnet mit 1788                                                                             | Putzbau mit Korbbogenportal, ortshistorische Bedeutung, Pfarrhaus ist eines der ältesten Gebäude im Ort. - Pfarrhaus: stattlicher zweigeschossiger Putzbau mit Sandsteinfenstergewänden, Korbbogentürgewände aus Sandstein mit Schlussstein, zum Teil Winterfenster, 2:5 Achsen, Krüppelwalmdach - Seitengebäude: Bruchsteinbau verputzt, Satteldach, Biberschwanzdeckung | 08958844 |
| Direkt Bild zu diesem Denkmal hochladen | Wohnstallhaus (Ring 48), Scheune (Baudaer Hauptstraße 8), Toranlage und Grundstücksmauer eines Dreiseithofes    | Ring 48 (Baudaer Hauptstraße 8) (Karte) | 1. Hälfte 19. Jahrhundert (Wohnstallhaus); bezeichnet mit 1889 (Scheune)                        | Fachwerk-Wohnstallhaus, weitgehend original erhaltenes, zeit- und landschaftstypisches Hofensemble, baugeschichtlich und wirtschaftsgeschichtlich von Bedeutung. - Wohnstallhaus: Erdgeschoss massiv, Obergeschoss Fachwerk, Dachüberstand, Satteldach, an Rückseite mit Frackdach, Anbau mit Sandsteinfenstergewänden - Scheune: eingeschossiger Putzbau mit großer Segmentbogeneinfahrt, einfache Putzgliederung, Satteldach - Einfriedung: Leutepforte sowie ein Torpfeiler mit profilierter Abdeckplatte, verputzt, verputzte Grundstücksmauer | 08958846 |

## Ehemaliges Denkmal
| Bild                                    | Bezeichnung                       | Lage            | Datierung             | Beschreibung | ID       |
| --------------------------------------- | --------------------------------- | --------------- | --------------------- | --- | -------- |
| Direkt Bild zu diesem Denkmal hochladen | Wohnstallhaus eines Dreiseithofes | Ring 38 (Karte) | Mitte 19. Jahrhundert | Obergeschoss Fachwerk, weitgehend original erhaltenes Gebäude als Teil der alten Ortsstruktur, baugeschichtlich von Bedeutung. Erdgeschoss massiv (Bruchsteinmauerwerk, verputzt), Sandsteinfenstergewände, Dachüberstand, Giebel massiv (Bruchstein, verputzt), 3:10 Achsen, Krüppelwalmdach, Biberschwanzdeckung, Rückseite Fachwerk, mit teilweise originalen Fenstern. Zwischen 2009 und 2014 abgerissen. | 08958845 |

## Tabellenlegende
- Bild: Bild des Kulturdenkmals, ggf. zusätzlich mit einem Link zu weiteren Fotos des Kulturdenkmals im Medienarchiv Wikimedia Commons. Wenn man auf das Kamerasymbol klickt, können Fotos zu Kulturdenkmalen aus dieser Liste hochgeladen werden:
- Bezeichnung: Denkmalgeschützte Objekte und ggf. Bauwerksname des Kulturdenkmals
- Lage: Straßenname und Hausnummer oder Flurstücknummer des Kulturdenkmals. Die Grundsortierung der Liste erfolgt nach dieser Adresse. Der Link (Karte) führt zu verschiedenen Kartendiensten mit der Position des Kulturdenkmals. Fehlt dieser Link, wurden die Koordinaten noch nicht eingetragen. Sind diese bekannt, können sie über ein Tool mit einer Kartenansicht einfach nachgetragen werden. In dieser Kartenansicht sind Kulturdenkmale ohne Koordinaten mit einem roten bzw. orangen Marker dargestellt und können durch Verschieben auf die richtige Position in der Karte mit Koordinaten versehen werden. Kulturdenkmale ohne Bild sind an einem blauen bzw. roten Marker erkennbar.
- Datierung: Baubeginn, Fertigstellung, Datum der Erstnennung oder grobe zeitliche Einordnung entsprechend des Eintrags in der sächsischen Denkmaldatenbank
- Beschreibung: Kurzcharakteristik des Kulturdenkmals entsprechend des Eintrags in der sächsischen Denkmaldatenbank, ggf. ergänzt durch die dort nur selten veröffentlichten Erfassungstexte oder zusätzliche Informationen
- ID: Vom Landesamt für Denkmalpflege Sachsen vergebene, das Kulturdenkmal eindeutig identifizierende Objekt-Nummer. Der Link führt zum PDF-Denkmaldokument des Landesamtes für Denkmalpflege Sachsen. Bei ehemaligen Kulturdenkmalen können die Objektnummern unbekannt sein und deshalb fehlen bzw. die Links von aus der Datenbank entfernten Objektnummern ins Leere führen. Ein ggf. vorhandenes Icon  führt zu den Angaben des Kulturdenkmals bei Wikidata.